# Kriens
Kriens é uma comuna da Suíça, no Cantão Lucerna, com cerca de 25.270 habitantes. Estende-se por uma área de 27,30 km², de densidade populacional de 926 hab/km². Confina com as seguintes comunas: Hergiswil (NW), Horw, Lucerna (Luzern), Malters, Schwarzenberg.
A língua oficial nesta comuna é o Alemão.